# Rhicnocoelia phalarsarna
Rhicnocoelia phalarsarna är en stekelart som först beskrevs av Walker 1848.  Rhicnocoelia phalarsarna ingår i släktet Rhicnocoelia och familjen puppglanssteklar. Inga underarter finns listade i Catalogue of Life.